# Casa de l'Ardiaca
La Casa de l'Ardiaca (in italiano Casa dell'Arcidiacono) è un edificio che si trova nel Barri Gótico di Barcellona.

## Storia

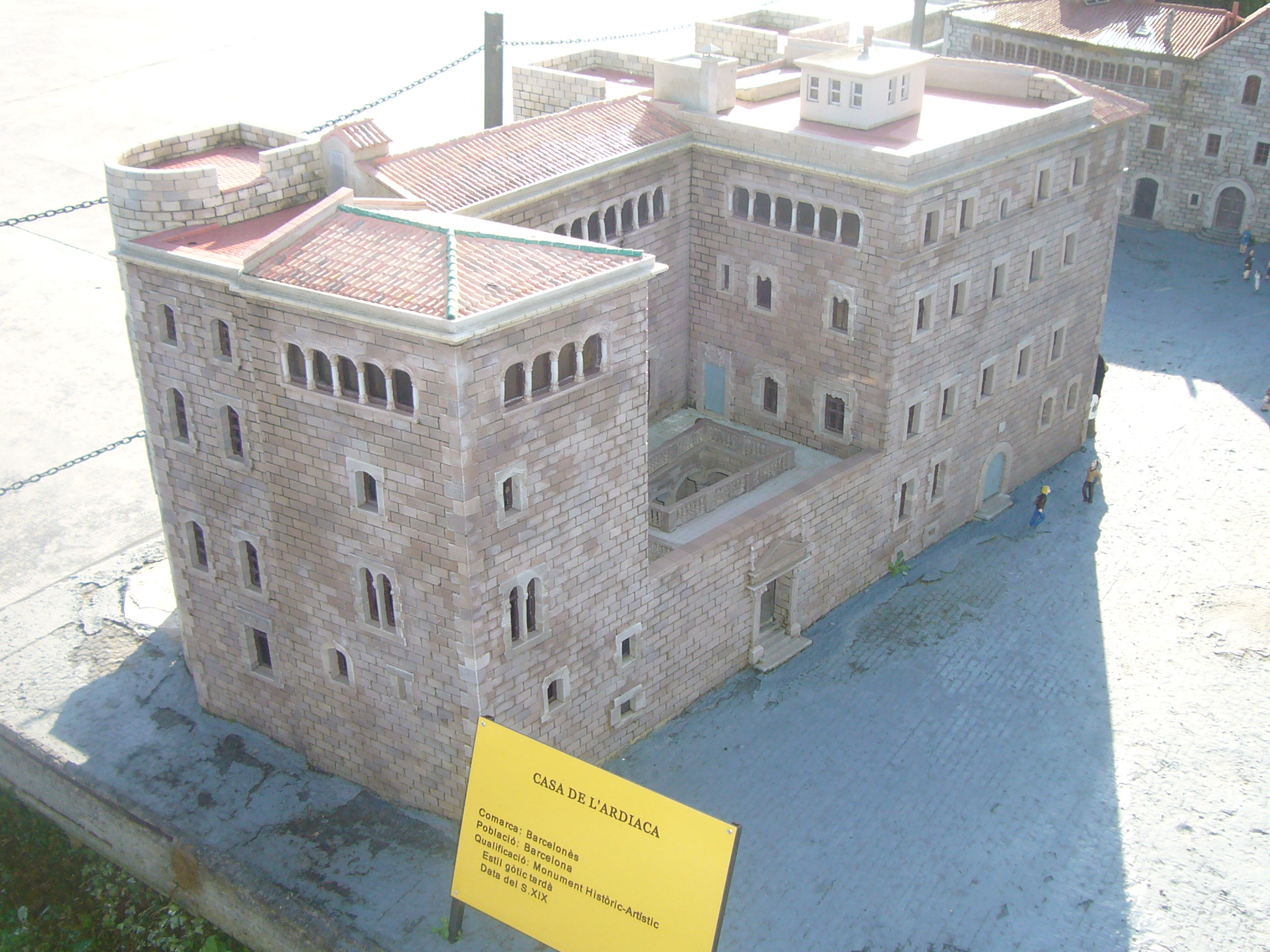
Modello dell'edificio in Catalunya en Miniatura.

L'edificio è stato costruito nel XII secolo sopra l'antica muraglia romana ed era una delle residenze dei canonici di Barcellona. Alla fine del XV secolo l'edificio divenne la residenza dell'arcidiacono Lluís Desplà che trasformò la casa in un palazzetto gotico.
Confiscata nel XIX secolo a seguito della Desamortización di Mendizábal, la casa passò nelle mani di diversi proprietari, che completarono il patio a forma di chiostro, seguendo il progetto dell'architetto Josep Garriga, ed apportarono numerose modifiche agli interni secondo il gusto del tempo.
Dopo aver ospitato centri politici, tribunali e botteghe di artisti, nel 1895 divenne sede dell'Ordine degli Avvocati, che nel 1902 incaricarono l'architetto Lluís Domènech i Montaner della decorazione dell'edificio rinascimentale con una cassetta delle lettere in stile modernista.
Nel 1919, l'edificio è diventato proprietà del Comune di Barcellona che dal 1921 lo utilizza come sede dell'archivio storico della città.
Nel 1924 la casa è stata dichiarata Bene di Interesse Culturale ed è molto visitata soprattutto nel giorno del Corpus Domini, quando la fontana del patio viene decorata con l'ou com balla.